# Reestilização
Reestilização (também conhecido pelo seu termo em inglês facelift) são modificações de estilo feitas em um automóvel durante seu ciclo de produção e podem incluir novos materiais e elementos na lataria ou modificações mecânicas, que possibilitam às montadoras revigorar um modelo de carro sem precisar fazer uma reestruturação completa e criar uma nova geração.
Muitas vezes um facelift é "vendido" pelas montadoras como mudança de geração, mas são duas coisas diferentes. Enquanto uma geração nova é feita com base em novo projeto, com mudanças profundas na aparência do carro e muitas vezes sem nenhum elemento do modelo anterior (os chamados modelos all-new), em um facelift ainda é mantido o estilo básico, plataforma e linhas principais da carroceria. Entre as modificações mais comuns de um facelift inclui-se: alterações estéticas como, por exemplo, novos faróis e grade frontal, lanternas, para-choques, painel de instrumentos e console central modificados e novos elementos de acabamento interno e externo. Junto das transformações estéticas podem ou não ocorrer algumas mudanças na mecânica, como ajustes no motor, suspensão e transmissão.

"Facelifts de metade do ciclo de vida dos carros são geralmente apenas estéticos: uma pequena plástica aqui e ali, novos faróis e talvez algumas peças de acabamento diferentes para manter o interesse num veículo envelhecido e dar mais alguns anos até uma reestruturação completa. "

Laurance Yap, editor da Canadian Driver
Em casos raros as mudanças podem vir acompanhadas de um novo nome para o veículo. Nos Estados Unidos, por exemplo, a Ford renomeou em 2008 o Five Hundred para Taurus após um facelift.